# Sostea fasciata
Sostea fasciata is een keversoort uit de familie ruighaarkevers (Dryopidae). De wetenschappelijke naam van de soort werd in 1896 gepubliceerd door Antoine Henri Grouvelle.